# Акс (Франция)
Акс (фр. Acqs, Ax-les-Thermes, окс. Ax, Acs, La Vila d'Ax/d'Acs) — курортный городок во Франции, в Арьежском департаменте, недалеко от границы с Андоррой. Известен своими минеральными водами.

## ИзЭСБЕ
Население — 1813 жителей (1886), в 42 км к юго-востоку от Фуа, у подошвы Пиреней, на высоте 716 м, на правом берегу Арьежа и при слиянии трех живописных долин, орошаемых горными ручьями Аску, Оржейск и Меренс.
В этом городе находятся горячие серные источники числом 61 с температурой 27—77 C°, из которых некоторые бьют с большой силой; они прописываются против хронических кожных болезней и ревматизма, катаральных и нервных страданий и т. п. и распределены в лечебных заведениях St.-Roch, Breilh и Couloubret. Самый горячий источник — Канонский.

Уже король Филипп II Август озаботился устроить тут в 1200 г. лечебное заведение для прокаженных; но своими минеральными водами Акс стал известен лишь с 1780 г.